# Baden-Württemberg települései

Baden-Württemberg községei és járásai

Baden-Württemberg járásai osztályok szerint

Városok és községek Baden-Württembergben (Németország)
Baden-Württembergben
- 1101 önálló város és község (Gemeinde) található.

Ezek a következőképp oszlanak meg:
- 313 város (Stadt), ebből
  - 9 járási jogú város (kreisfreie Stadt),
  - 93 körzetközpont (große Kreisstadt),
- 788 egyéb község.

Több város és község is van melyek együtt alkotnak közigazgatási egységet (Verwaltungsgemeinschaft).
Baden-Württenbergben 2 "községhez nem tartozó terület" (gemeindefreie Gebiet) van, a Münsingeni majorság (Gutsbezirk Müsingen) a Reutlingeni járásban és Rheinaui birtok (Grundbesitz Rheinau) az Ortenau járásban.

## Járási jogú városok
1. Baden-Baden
2. Freiburg im Breisgau
3. Heidelberg
4. Heilbronn
5. Karlsruhe
6. Mannheim
7. Pforzheim
8. Stuttgart (tartományi főváros)
9. Ulm

## Körzetközpontok
| 1. Aalen 2. Achern 3. Albstadt 4. Backnang 5. Bad Mergentheim 6. Bad Rappenau 7. Balingen 8. Biberach an der Riß 9. Bietigheim-Bissingen 10. Böblingen 11. Bretten 12. Bruchsal 13. Bühl 14. Calw 15. Crailsheim 16. Ditzingen 17. Donaueschingen 18. Ehingen (Donau) 19. Eislingen/Fils 20. Ellwangen 21. Emmendingen 22. Eppingen 23. Esslingen am Neckar 24. Ettlingen 25. Fellbach 26. Filderstadt 27. Freudenstadt 28. Friedrichshafen 29. Gaggenau 30. Geislingen an der Steige 31. Giengen an der Brenz | 1. Göppingen 2. Heidenheim an der Brenz 3. Herrenberg 4. Hockenheim 5. Horb am Neckar 6. Kehl 7. Kirchheim unter Teck 8. Konstanz 9. Kornwestheim 10. Lahr 11. Leimen 12. Leinfelden-Echterdingen 13. Leonberg 14. Leutkirch im Allgäu 15. Lörrach 16. Ludwigsburg 17. Metzingen 18. Mosbach 19. Mössingen 20. Mühlacker 21. Nagold 22. Neckarsulm 23. Nürtingen 24. Oberkirch 25. Offenburg 26. Öhringen 27. Ostfildern 28. Radolfzell am Bodensee 29. Rastatt 30. Ravensburg 31. Remseck am Neckar | 1. Reutlingen 2. Rheinfelden (Baden) 3. Rheinstetten 4. Rottenburg am Neckar 5. Rottweil 6. Schorndorf 7. Schramberg 8. Schwäbisch Gmünd 9. Schwäbisch Hall 10. Schwetzingen 11. Sindelfingen 12. Singen 13. Sinsheim 14. Stutensee 15. Tübingen 16. Tuttlingen 17. Überlingen 18. Vaihingen an der Enz 19. Villingen-Schwenningen 20. Waghäusel 21. Waiblingen 22. Waldkirch 23. Waldshut-Tiengen 24. Wangen im Allgäu 25. Weil am Rhein 26. Weingarten 27. Weinheim 28. Weinstadt 29. Wertheim 30. Wiesloch 31. Winnenden |

## Városok és községek
Minden önálló város és község Baden-Württembergben (a városok félkövérrel szedve):
| Ábécé szerinti tartalomjegyzék                      |
| --------------------------------------------------- |
| A B C D E F G H I J K L M N O P Q R S T U V W X Y Z |

## A
| - Aach - Aalen - Abstatt - Abtsgmünd - Achberg - Achern - Achstetten - Adelberg - Adelmannsfelden - Adelsheim - Affalterbach - Aglasterhausen - Ahorn - Aichelberg - Aichhalden - Aichstetten - Aichtal - Aichwald - Aidlingen - Aitern | - Aitrach - Albbruck - Albershausen - Albstadt - Aldingen - Alfdorf - Allensbach - Alleshausen - Allmannsweiler - Allmendingen - Allmersbach im Tal - Alpirsbach - Altbach - Altdorf (Böblingeni járás) - Altdorf (Esslingeni járás) - Altenriet - Altensteig - Altheim (Alb) - Altheim (Alb-Dunai járás) - Altheim (Biberachi járás) | - Althengstett - Althütte - Altlußheim - Altshausen - Ammerbuch - Amstetten - Amtzell - Angelbachtal - Appenweier - Argenbühl - Aspach - Asperg - Assamstadt - Asselfingen - Attenweiler - Au - Au am Rhein - Auenwald - Auggen - Aulendorf |

| Ábécé szerinti tartalomjegyzék                      |
| --------------------------------------------------- |
| A B C D E F G H I J K L M N O P Q R S T U V W X Y Z |

## B
| - Backnang - Bad Bellingen - Bad Boll - Bad Buchau - Bad Ditzenbach - Bad Dürrheim - Baden-Baden - Badenweiler - Bad Friedrichshall - Bad Herrenalb - Bad Krozingen - Bad Liebenzell - Bad Mergentheim - Bad Peterstal-Griesbach - Bad Rappenau - Bad Rippoldsau-Schapbach - Bad Säckingen - Bad Saulgau - Bad Schönborn - Bad Schussenried - Bad Teinach-Zavelstein - Bad Überkingen - Bad Urach - Bad Waldsee - Bad Wildbad - Bad Wimpfen - Bad Wurzach - Bahlingen am Kaiserstuhl - Baienfurt - Baiersbronn - Baindt - Balgheim - Balingen - Ballendorf - Ballrechten-Dottingen - Baltmannsweiler - Balzheim - Bammental - Bärenthal - Bartholomä | - Beilstein - Beimerstetten - Bempflingen - Benningen am Neckar - Berg - Bergatreute - Berghaupten - Berghülen - Berglen - Berkheim - Bermatingen - Bernau im Schwarzwald - Bernstadt - Besigheim - Betzenweiler - Beuren - Beuron - Biberach/Baden - Biberach an der Riß - Biederbach - Bietigheim - Bietigheim-Bissingen - Billigheim - Binau - Bingen - Binzen - Birenbach - Birkenfeld - Bischweier - Bisingen - Bissingen an der Teck - Bitz - Blaubeuren - Blaufelden - Blaustein - Blumberg - Böbingen an der Rems - Böblingen - Bodelshausen - Bodman-Ludwigshafen | - Bodnegg - Böhmenkirch - Böllen - Bollschweil - Boms - Bondorf - Bonndorf im Schwarzwald - Bönnigheim - Bopfingen - Börslingen - Börtlingen - Bösingen - Böttingen - Bötzingen - Boxberg - Brackenheim - Bräunlingen - Braunsbach - Breisach am Rhein - Breitingen - Breitnau - Bretten - Bretzfeld - Brigachtal - Bruchsal - Brühl - Bubsheim - Buchen (Odenwald) - Buchenbach - Buchheim - Buggingen - Bühl - Bühlertal - Bühlertann - Bühlerzell - Burgrieden - Burgstetten - Burladingen - Büsingen |

| Ábécé szerinti tartalomjegyzék                      |
| --------------------------------------------------- |
| A B C D E F G H I J K L M N O P Q R S T U V W X Y Z |

## C
| - Calw - Cleebronn | - Crailsheim | - Creglingen |

| Ábécé szerinti tartalomjegyzék                      |
| --------------------------------------------------- |
| A B C D E F G H I J K L M N O P Q R S T U V W X Y Z |

## D
| - Dachsberg - Daisendorf - Dauchingen - Dautmergen - Deckenpfronn - Deggenhausertal - Deggingen - Deilingen - Deißlingen - Deizisau - Denkendorf - Denkingen - Denzlingen - Dettenhausen - Dettenheim - Dettighofen | - Dettingen an der Erms - Dettingen an der Iller - Dettingen unter Teck - Dielheim - Dietenheim - Dietingen - Dischingen - Ditzingen - Dobel - Dogern - Donaueschingen - Donzdorf - Dormettingen - Dornhan - Dornstadt | - Dornstetten - Dörzbach - Dossenheim - Dotternhausen - Drackenstein - Dunningen - Durbach - Dürbheim - Durchhausen - Durlangen - Dürmentingen - Durmersheim - Dürnau (Göppingeni járás) - Dürnau (Biberachi járás) - Dußlingen |

| Ábécé szerinti tartalomjegyzék                      |
| --------------------------------------------------- |
| A B C D E F G H I J K L M N O P Q R S T U V W X Y Z |

## E
| - Ebenweiler - Eberbach - Eberdingen - Eberhardzell - Ebersbach an der Fils - Ebersbach-Musbach - Eberstadt - Ebhausen - Ebringen - Edingen-Neckarhausen - Efringen-Kirchen - Egenhausen - Egesheim - Eggenstein-Leopoldshafen - Eggingen - Ehingen (Donau) - Ehningen - Ehrenkirchen - Eichstegen - Eichstetten am Kaiserstuhl - Eigeltingen - Eimeldingen | - Eisenbach (Hochschwarzwald) - Eisingen - Eislingen/Fils - Elchesheim-Illingen - Ellenberg - Ellhofen - Ellwangen - Elzach - Elztal - Emeringen - Emerkingen - Emmendingen - Emmingen-Liptingen - Empfingen - Endingen am Kaiserstuhl - Engelsbrand - Engen - Engstingen - Eningen unter Achalm - Enzklösterle - Epfenbach | - Epfendorf - Eppelheim - Eppingen - Erbach - Erdmannhausen - Eriskirch - Erkenbrechtsweiler - Erlenbach - Erlenmoos - Erligheim - Erolzheim - Ertingen - Eschach - Eschbach - Eschbronn - Eschelbronn - Eschenbach - Essingen - Esslingen am Neckar - Ettenheim - Ettlingen - Eutingen im Gäu |

| Ábécé szerinti tartalomjegyzék                      |
| --------------------------------------------------- |
| A B C D E F G H I J K L M N O P Q R S T U V W X Y Z |

## F
| - Fahrenbach - Feldberg - Fellbach - Fichtenau - Fichtenberg - Filderstadt - Fischerbach - Fischingen - Flein - Fleischwangen - Fluorn-Winzeln | - Forbach - Forchheim - Forchtenberg - Forst (Baden) - Frankenhardt - Freiamt - Freiberg am Neckar - Freiburg im Breisgau - Freudenberg - Freudenstadt - Freudental | - Frickenhausen - Frickingen - Fridingen an der Donau - Friedenweiler - Friedrichshafen - Friesenheim - Friolzheim - Frittlingen - Fröhnd - Fronreute - Furtwangen im Schwarzwald |

| Ábécé szerinti tartalomjegyzék                      |
| --------------------------------------------------- |
| A B C D E F G H I J K L M N O P Q R S T U V W X Y Z |

## G
| - Gaggenau - Gaiberg - Gaienhofen - Gaildorf - Gailingen am Hochrhein - Gammelshausen - Gammertingen - Gärtringen - Gäufelden - Gechingen - Geisingen - Geislingen - Geislingen an der Steige - Gemmingen - Gemmrigheim - Gengenbach - Gerabronn - Gerlingen - Gernsbach - Gerstetten | - Giengen an der Brenz - Gingen an der Fils - Glatten - Glottertal - Göggingen - Gomadingen - Gomaringen - Gondelsheim - Göppingen - Görwihl - Gosheim - Gottenheim - Gottmadingen - Graben-Neudorf - Grabenstetten - Grafenau - Grafenberg - Grafenhausen - Grenzach-Wyhlen - Griesingen | - Grömbach - Großbettlingen - Großbottwar - Grosselfingen - Großerlach - Großrinderfeld - Gruibingen - Grundsheim - Grünkraut - Grünsfeld - Gschwend - Guggenhausen - Güglingen - Gundelfingen - Gundelsheim - Gunningen - Gutach im Breisgau - Gutach (Schwarzwaldbahn) - Gütenbach - Gutenzell-Hürbel |

| Ábécé szerinti tartalomjegyzék                      |
| --------------------------------------------------- |
| A B C D E F G H I J K L M N O P Q R S T U V W X Y Z |

## H
| - Häg-Ehrsberg - Hagnau am Bodensee - Haigerloch - Haiterbach - Hambrücken - Hardheim - Hardt - Hardthausen am Kocher - Hartheim am Rhein - Hasel - Haslach im Kinzigtal - Haßmersheim - Hattenhofen - Hausach - Hausen am Bussen - Hausen am Tann - Hausen im Wiesental - Hausen ob Verena - Häusern - Hayingen - Hechingen - Heddesbach - Heddesheim - Heidelberg - Heidenheim an der Brenz - Heilbronn - Heiligenberg | - Heiligkreuzsteinach - Heimsheim - Heiningen - Heitersheim - Helmstadt-Bargen - Hemmingen - Hemsbach - Herbertingen - Herbolzheim - Herbrechtingen - Herdwangen-Schönach - Hermaringen - Heroldstatt - Herrenberg - Herrischried - Hessigheim - Hettingen - Heubach - Heuchlingen - Heuweiler - Hildrizhausen - Hilzingen - Hinterzarten - Hirrlingen - Hirschberg an der Bergstraße - Hochdorf (Esslingeni járás) - Hochdorf (Biberachi járás) | - Höchenschwand - Hockenheim - Höfen an der Enz - Hofstetten - Hohberg - Hohenfels - Hohenstadt - Hohenstein - Hohentengen - Hohentengen am Hochrhein - Holzgerlingen - Holzkirch - Holzmaden - Höpfingen - Horb am Neckar - Horben - Horgenzell - Hornberg - Hoßkirch - Hüffenhardt - Hüfingen - Hügelsheim - Hülben - Hüttisheim - Hüttlingen |

| Ábécé szerinti tartalomjegyzék                      |
| --------------------------------------------------- |
| A B C D E F G H I J K L M N O P Q R S T U V W X Y Z |

## I
| - Ibach - Iffezheim - Igersheim - Iggingen - Ihringen - Illerkirchberg - Illerrieden - Illingen | - Illmensee - Ilsfeld - Ilshofen - Ilvesheim - Immendingen - Immenstaad am Bodensee - Ingelfingen - Ingersheim | - Ingoldingen - Inzigkofen - Inzlingen - Irndorf - Isny im Allgäu - Ispringen - Ittlingen |

| Ábécé szerinti tartalomjegyzék                      |
| --------------------------------------------------- |
| A B C D E F G H I J K L M N O P Q R S T U V W X Y Z |

## J
| - Jagsthausen - Jagstzell | - Jestetten - Jettingen | - Jungingen |

| Ábécé szerinti tartalomjegyzék                      |
| --------------------------------------------------- |
| A B C D E F G H I J K L M N O P Q R S T U V W X Y Z |

## K
| - Kaisersbach - Kämpfelbach - Kandern - Kanzach - Kappel-Grafenhausen - Kappelrodeck - Karlsbad - Karlsdorf-Neuthard - Karlsruhe - Kehl - Keltern - Kenzingen - Kernen im Remstal - Ketsch - Kieselbronn - Kippenheim - Kirchardt - Kirchberg an der Iller - Kirchberg an der Jagst | - Kirchberg an der Murr - Kirchdorf an der Iller - Kirchentellinsfurt - Kirchheim am Neckar - Kirchheim am Ries - Kirchheim unter Teck - Kirchzarten - Kißlegg - Kleines Wiesental - Klettgau - Knittlingen - Kohlberg - Kolbingen - Köngen - Königheim - Königsbach-Stein - Königsbronn - Königseggwald - Königsfeld im Schwarzwald - Königsheim | - Konstanz - Korb - Korntal-Münchingen - Kornwestheim - Kraichtal - Krauchenwies - Krautheim - Kreßberg - Kressbronn am Bodensee - Kronau - Kuchen - Külsheim - Künzelsau - Kupferzell - Kuppenheim - Kürnbach - Küssaberg - Kusterdingen |

| Ábécé szerinti tartalomjegyzék                      |
| --------------------------------------------------- |
| A B C D E F G H I J K L M N O P Q R S T U V W X Y Z |

## L
| - Ladenburg - Lahr - Laichingen - Langenargen - Langenau - Langenbrettach - Langenburg - Langenenslingen - Lauchheim - Lauchringen - Lauda-Königshofen - Laudenbach - Lauf - Laufenburg (Baden) - Lauffen am Neckar - Laupheim | - Lautenbach - Lauterach - Lauterbach - Lauterstein - Lehrensteinsfeld - Leibertingen - Leimen - Leinfelden-Echterdingen - Leingarten - Leinzell - Lenningen - Lenzkirch - Leonberg - Leutenbach - Leutkirch im Allgäu - Lichtenau | - Lichtenstein - Lichtenwald - Limbach - Linkenheim-Hochstetten - Lobbach - Löchgau - Loffenau - Löffingen - Lonsee - Lorch - Lörrach - Loßburg - Lottstetten - Löwenstein - Ludwigsburg |

| Ábécé szerinti tartalomjegyzék                      |
| --------------------------------------------------- |
| A B C D E F G H I J K L M N O P Q R S T U V W X Y Z |

## M
| - Magstadt - Mahlberg - Mahlstetten - Mainhardt - Malsburg-Marzell - Malsch (Lkr. Karlsruhe) - Malsch (Rhein-Neckar-Kreis) - Malterdingen - Mannheim - Marbach am Neckar - March - Markdorf - Markgröningen - Marxzell - Maselheim - Massenbachhausen - Mauer - Maulbronn - Maulburg - Meckenbeuren - Meckesheim - Meersburg | - Mehrstetten - Meißenheim - Mengen - Merdingen - Merklingen - Merzhausen - Meßkirch - Meßstetten - Metzingen - Michelbach an der Bilz - Michelfeld - Mietingen - Mittelbiberach - Möckmühl - Mögglingen - Möglingen - Mönchweiler - Mönsheim - Moos - Moosburg - Mosbach | - Mössingen - Mötzingen - Mudau - Muggensturm - Mühlacker - Mühlenbach - Mühlhausen (Kraichgau) - Mühlhausen im Täle - Mühlhausen-Ehingen - Mühlheim an der Donau - Mühlingen - Mulfingen - Müllheim - Mundelsheim - Munderkingen - Münsingen - Münstertal/Schwarzwald - Murg - Murr - Murrhardt - Mutlangen |

| Ábécé szerinti tartalomjegyzék                      |
| --------------------------------------------------- |
| A B C D E F G H I J K L M N O P Q R S T U V W X Y Z |

## N
| - Nagold - Nattheim - Neckarbischofsheim - Neckargemünd - Neckargerach - Neckarsulm - Neckartailfingen - Neckartenzlingen - Neckarwestheim - Neckarzimmern - Neenstetten - Nehren - Neidenstein - Neidlingen - Nellingen - Nerenstetten - Neresheim | - Neubulach - Neudenau - Neuenbürg - Neuenburg am Rhein - Neuenstadt am Kocher - Neuenstein - Neuffen - Neufra - Neuhausen (Enzkreis) - Neuhausen auf den Fildern - Neuhausen ob Eck - Neukirch - Neuler - Neulingen - Neulußheim | - Neunkirchen - Neuried - Neustetten - Neuweiler - Niedereschach - Niedernhall - Niederstetten - Niederstotzingen - Niefern-Öschelbronn - Nordheim - Nordrach - Notzingen - Nufringen - Nürtingen - Nusplingen - Nußloch |

| Ábécé szerinti tartalomjegyzék                      |
| --------------------------------------------------- |
| A B C D E F G H I J K L M N O P Q R S T U V W X Y Z |

## O
| - Oberboihingen - Oberderdingen - Oberdischingen - Obergröningen - Oberharmersbach - Oberhausen-Rheinhausen - Oberkirch - Oberkochen - Obermarchtal - Oberndorf am Neckar - Obernheim - Oberreichenbach - Oberried - Oberriexingen - Oberrot - Obersontheim - Oberstadion - Oberstenfeld | - Obersulm - Oberteuringen - Oberwolfach - Obrigheim - Ochsenhausen - Oedheim - Offenau - Offenburg - Ofterdingen - Oftersheim - Oggelshausen - Ohlsbach - Ohmden - Öhningen - Öhringen - Ölbronn-Dürrn - Öllingen | - Öpfingen - Oppenau - Oppenweiler - Orsingen-Nenzingen - Ortenberg - Ostelsheim - Osterburken - Ostfildern - Ostrach - Östringen - Ötigheim - Ötisheim - Ottenbach - Ottenhöfen im Schwarzwald - Ottersweier - Owen - Owingen |

| Ábécé szerinti tartalomjegyzék                      |
| --------------------------------------------------- |
| A B C D E F G H I J K L M N O P Q R S T U V W X Y Z |

## P
| - Pfaffenhofen - Pfaffenweiler - Pfalzgrafenweiler - Pfedelbach - Pfinztal | - Pforzheim - Pfronstetten - Pfullendorf - Pfullingen - Philippsburg | - Plankstadt - Pleidelsheim - Pliezhausen - Plochingen - Plüderhausen |

| Ábécé szerinti tartalomjegyzék                      |
| --------------------------------------------------- |
| A B C D E F G H I J K L M N O P Q R S T U V W X Y Z |

## R
| - Radolfzell am Bodensee - Rainau - Rammingen - Rangendingen - Rastatt - Ratshausen - Rauenberg - Ravensburg - Ravenstein - Rechberghausen - Rechtenstein - Reichartshausen - Reichenau - Reichenbach an der Fils - Reichenbach am Heuberg - Reilingen - Remchingen - Remseck am Neckar | - Remshalden - Renchen - Renningen - Renquishausen - Reute - Reutlingen - Rheinau - Rheinfelden (Baden) - Rheinhausen - Rheinmünster - Rheinstetten - Rickenbach - Riederich - Riedhausen - Riedlingen - Riegel am Kaiserstuhl - Rielasingen-Worblingen - Riesbürg - Rietheim-Weilheim | - Ringsheim - Rohrdorf - Roigheim - Römerstein - Rosenberg (Baden) - Rosenberg (Württemberg) - Rosenfeld - Rosengarten - Rot am See - Rot an der Rot - Rottenacker - Rottenburg am Neckar - Rottweil - Rudersberg - Rümmingen - Ruppertshofen - Rust - Rutesheim |

| Ábécé szerinti tartalomjegyzék                      |
| --------------------------------------------------- |
| A B C D E F G H I J K L M N O P Q R S T U V W X Y Z |

## S
| - Sachsenheim - Salach - Salem - Sandhausen - Sasbach (Ortenau) - Sasbach am Kaiserstuhl - Sasbachwalden - Satteldorf - Sauldorf - Schallbach - Schallstadt - Schechingen - Scheer - Schefflenz - Schelklingen - Schemmerhofen - Schenkenzell - Schiltach - Schlaitdorf - Schlat - Schliengen - Schlier - Schlierbach - Schluchsee - Schnürpflingen - Schömberg (b. Balingen) - Schömberg (Lkr. Calw) - Schonach im Schwarzwald - Schönaich - Schönau (Odenwald) - Schönau im Schwarzwald - Schönbrunn - Schönenberg - Schöntal - Schönwald im Schwarzwald - Schopfheim - Schopfloch - Schorndorf | - Schramberg - Schriesheim - Schrozberg - Schuttertal - Schutterwald - Schwäbisch Gmünd - Schwäbisch Hall - Schwaigern - Schwaikheim - Schwanau - Schwarzach - Schwendi - Schwenningen - Schwetzingen - Schwieberdingen - Schwörstadt - Seckach - Seebach - Seekirch - Seelbach - Seewald - Seitingen-Oberflacht - Sersheim - Setzingen - Sexau - Siegelsbach - Sigmaringen - Sigmaringendorf - Simmersfeld - Simmozheim - Simonswald - Sindelfingen - Singen - Sinsheim - Sinzheim - Sipplingen - Sölden - Sonnenbühl - Sontheim an der Brenz | - Spaichingen - Spechbach - Spiegelberg - Spraitbach - St. Blasien - St. Georgen im Schwarzwald - St. Johann - St. Leon-Rot - St. Märgen - St. Peter - Staig - Starzach - Staufen im Breisgau - Stegen - Steinach - Steinen - Steinenbronn - Steinhausen an der Rottum - Steinheim am Albuch - Steinheim an der Murr - Steinmauern - Steißlingen - Sternenfels - Stetten (Bodenseekreis) - Stetten am kalten Markt - Stimpfach - Stockach - Stödtlen - Straßberg - Straubenhardt - Stühlingen - Stutensee - Stuttgart (Landeshauptstadt) - Sulz am Neckar - Sulzbach an der Murr - Sulzbach-Laufen - Sulzburg - Sulzfeld - Süßen |

| Ábécé szerinti tartalomjegyzék                      |
| --------------------------------------------------- |
| A B C D E F G H I J K L M N O P Q R S T U V W X Y Z |

## T
| - Täferrot - Talheim (Heilbronn járás) (Lkr. Heilbronn) - Talheim (Tuttlingen járás) (Lkr. Tuttlingen) - Tamm - Tannhausen - Tannheim - Tauberbischofsheim | - Tengen - Teningen - Tettnang - Tiefenbach - Tiefenbronn - Titisee-Neustadt - Todtmoos - Todtnau | - Triberg im Schwarzwald - Trochtelfingen - Trossingen - Tübingen - Tunau - Tuningen - Tuttlingen |

| Ábécé szerinti tartalomjegyzék                      |
| --------------------------------------------------- |
| A B C D E F G H I J K L M N O P Q R S T U V W X Y Z |

## U
| - Überlingen - Ubstadt-Weiher - Uhingen - Uhldingen-Mühlhofen - Ühlingen-Birkendorf - Ulm - Umkirch - Ummendorf | - Unlingen - Untereisesheim - Unterensingen - Untergruppenbach - Unterkirnach - Untermarchtal - Untermünkheim - Unterreichenbach | - Unterschneidheim - Unterstadion - Unterwachingen - Unterwaldhausen - Urbach - Uttenweiler - Utzenfeld |

| Ábécé szerinti tartalomjegyzék                      |
| --------------------------------------------------- |
| A B C D E F G H I J K L M N O P Q R S T U V W X Y Z |

## V
| - Vaihingen an der Enz - Vellberg - Veringenstadt - Villingendorf | - Villingen-Schwenningen - Vogt - Vogtsburg im Kaiserstuhl - Vöhrenbach | - Vöhringen - Volkertshausen - Vörstetten |

| Ábécé szerinti tartalomjegyzék                      |
| --------------------------------------------------- |
| A B C D E F G H I J K L M N O P Q R S T U V W X Y Z |

## W
| - Waghäusel - Waiblingen - Waibstadt - Wain - Wald - Waldachtal - Waldbronn - Waldbrunn - Waldburg - Walddorfhäslach - Waldenbuch - Waldenburg - Waldkirch - Waldshut-Tiengen - Waldstetten - Walheim - Walldorf - Walldürn - Wallhausen - Walzbachtal - Wangen (b. Göppingen) - Wangen im Allgäu - Wannweil - Warthausen - Wäschenbeuren - Wehingen - Wehr - Weidenstetten - Weikersheim - Weil am Rhein | - Weil der Stadt - Weil im Schönbuch - Weilen unter den Rinnen - Weilheim (Baden) - Weilheim an der Teck - Weingarten (Baden) - Weingarten - Weinheim - Weinsberg - Weinstadt - Weisenbach - Weissach (Lkr. Böblingen) - Weissach im Tal - Weißbach - Weisweil - Wellendingen - Welzheim - Wembach - Wendlingen am Neckar - Wernau (Neckar) - Werbach - Wertheim - Westerheim - Westerstetten - Westhausen - Widdern - Wieden - Wiernsheim | - Wiesenbach - Wiesensteig - Wiesloch - Wildberg - Wilhelmsdorf - Wilhelmsfeld - Willstätt - Wimsheim - Winden im Elztal - Winnenden - Winterbach - Winterlingen - Wittighausen - Wittlingen - Wittnau - Wolfach - Wolfegg - Wolfschlugen - Wolpertshausen - Wolpertswende - Wörnersberg - Wört - Wurmberg - Wurmlingen - Wüstenrot - Wutach - Wutöschingen - Wyhl am Kaiserstuhl |

| Ábécé szerinti tartalomjegyzék                      |
| --------------------------------------------------- |
| A B C D E F G H I J K L M N O P Q R S T U V W X Y Z |

## Z
| - Zaberfeld - Zaisenhausen - Zell am Harmersbach - Zell im Wiesental | - Zell unter Aichelberg - Zimmern ob Rottweil - Zimmern unter der Burg - Zuzenhausen | - Zweiflingen - Zwiefalten - Zwingenberg |